# Loum
Loum – miasto w Kamerunie, w Regionie Nadmorskim. Liczy około 177 tys. mieszkańców.
W mieście rozwinął się przemysł olejarski oraz drzewny.